# Kuqua & Son
Kuqua & Son war ein US-amerikanischer Hersteller von Kutschen und Automobilen.

## Unternehmensgeschichte
Christian Kuqua stammte aus Wittenberg in Deutschland. Er gründete 1883 zusammen mit seinem Sohn Charles das Unternehmen in Springfield in Ohio. Zunächst stellten sie Kutschen her. 1901 entstanden auch Automobile. Der Markenname lautete Kuqua. Nach 1901 verliert sich die Spur des Unternehmens.

## Fahrzeuge
Im Angebot standen Dampfwagen und Elektroautos.